# HX-63
HX-63轉子密碼機、HX-63密碼機或簡單稱作HX-63，是克里普陀瑞士通訊密碼設備公司創始人鮑里斯·哈格林於1952年歷時10年設計的密碼機。機器有9個轉子，每個轉子有41個觸點。有26個鍵盤輸入輸出，15根電線可以通過不同路徑通過轉子環路。不規則轉子運動由開關控制。機器有兩個插板；一個加擾輸入，一個環迴轉子環路。該機器可以設置為大約10600種不同的配置。

## 另見
- KL-7

## 外部鏈接
- Jerry Proc's pages （页面存档备份，存于） — 照片和簡要說明
- 過去 eBay 拍賣 HX-63 的通知 （页面存档备份，存于）
- John Savard 關於機器的討論

## 進一步閱讀
- Cipher A. Deavours and Louis Kruh, "Machine Cryptography and Modern Cryptanalysis", Artech House, 1985, p199.